# The Pentangle (album)
The Pentangle è il primo album dei Pentangle, pubblicato dalla Transatlantic Records nel giugno del 1968. Il disco fu registrato nel febbraio e marzo 1968 al IBC Studios ed all'Olympic Sound Studio di Londra, Inghilterra.

## Tracce
Lato A
1. Let No Man Steal Your Thyme – 2:37 (Brano tradizionale, arrangiamento di Bert Jansch, Jacqui McShee, Terry Cox)
2. Bells – 3:52 (Bert Jansch, Danny Thompson, Jacqui McShee, John Renbourn, Terry Cox)
3. Hear My Call – 3:01 (The Staple Singers)
4. Pentangling – 7:02 (Bert Jansch, Danny Thompson, Jacqui McShee, John Renbourn, Terry Cox)

Lato B
1. Mirage – 2:00 (Bert Jansch)
2. Way Behind the Sun – 3:01 (Brano tradizionale, arrangiamenti The Pentangle)
3. Bruton Town – 5:05 (Bert Jansch, Danny Thompson, Jacqui McShee, John Renbourn, Terry Cox)
4. Waltz – 4:54 (Bert Jansch, Danny Thompson, Jacqui McShee, John Renbourn, Terry Cox)

Edizione CD del 2001, pubblicato dalla Castle Music Records
1. Let No Man Steal Your Thyme – 2:48 (Brano tradizionale, arrangiamento The Pentangle)
2. Bells – 4:02 (Bert Jansch, Danny Thompson, Jacqui McShee, John Renbourn, Terry Cox)
3. Hear My Call – 3:08 (Bert Jansch, Danny Thompson, Jacqui McShee, John Renbourn, Terry Cox)
4. Pentangling – 7:14 (Bert Jansch, Danny Thompson, Jacqui McShee, John Renbourn, Terry Cox)
5. Mirage – 2:02 (Bert Jansch)
6. Way Behind the Sun – 3:11 (Brano tradizionale, arrangiamenti The Pentangle)
7. Bruton Town – 5:20 (Bert Jansch, Danny Thompson, Jacqui McShee, John Renbourn, Terry Cox)
8. Waltz – 5:06 (Bert Jansch, Danny Thompson, Jacqui McShee, John Renbourn, Terry Cox)
9. Koan – 2:10 (Sullivan) – Bonus Track - Alternate Version
10. The Wheel – 2:00 (Bert Jansch) – Bonus Track - Alternate Version
11. The Casbah – 2:17 (Bert Jansch) – Bonus Track - Alternate Version
12. Bruton Town – 5:15 (B. Jansch, D. Thompson, J. McShee, J. Renbourn, T. Cox) – Bonus Track - Edit 1/5/3
13. Hear My Call – 3:18 (Westbrooks, Staples) – Bonus Track - Alternate Version
14. Way Behind the Sun – 2:49 (Brano tradizionale, arr. The Pentangle) – Bonus Track - Alternate Version
15. Way Behind the Sun – 2:37 (Brano tradizionale, arr. The Pentangle) – Bonus Track - brano strumentale

## Musicisti
- Jacqui McShee - voce
- Bert Jansch - chitarra, voce
- John Renbourn - chitarra
- Danny Thompson - basso
- Terry Cox - batteria